# Niels Henrik Abel
Niels Henrik Abel (Findö, actual Noruega, 5 de agosto de 1802-Froland, 6 de abril de 1829) fue un matemático noruego, célebre fundamentalmente por haber probado en 1824 que no hay ninguna fórmula para hallar las raíces de todos los polinomios generales de grados {\displaystyle n\geq 5} en términos de sus coeficientes; y en el de las funciones elípticas, ámbito en el que desarrolló el método general para la construcción de funciones periódicas recíprocas de la integral elíptica.

## Biografía
En 1815 estudió en la escuela de la Catedral de Cristianía (hoy Oslo) en donde tres años después probaría sus aptitudes para las matemáticas con sus brillantes soluciones a los problemas originales propuestos por Bernt Holmboe.
En esa misma época, su padre, un pastor protestante pobre, murió y su familia sufrió graves penurias económicas; sin embargo, una pequeña beca del Estado permitió que Abel ingresara a la Universidad de Cristianía en 1821.
El primer trabajo relevante de Abel consistió en demostrar la imposibilidad de resolver las ecuaciones de quinto grado usando raíces (véase el Teorema de Abel-Ruffini). Fue esta, en 1824 su primera investigación publicada, aunque la demostración era difícil y abstrusa. Posteriormente se publicó de modo más elaborado en el primer volumen del Diario de Crelle.
La financiación estatal le permitió visitar Alemania y Francia en 1825. Abel conoció al astrónomo Schumacher (1780-1850) en Altona cerca de Hamburgo cuando residió seis meses en Berlín, en donde colaboró en la elaboración para su publicación del diario matemático de August Leopold Crelle.
Este proyecto fue respaldado con entusiasmo por Abel, que fue en gran parte responsable del éxito de la iniciativa.
De Berlín se trasladó a Friburgo en donde llevó a cabo su brillante investigación sobre la teoría de las funciones, en la que estudió sobre todo la elíptica y la hiperelíptica, e introduciendo un nuevo tipo de funciones que hoy se conocen como funciones abelianas, y que fueron objeto de un profundo estudio por su parte.
En 1826 Abel viajó a París, permaneciendo allí unos diez meses; allí conoció a los matemáticos franceses más importantes, aunque ni él ni su trabajo (poco conocido) fueron especialmente valorados. A ello contribuyó también su modestia, que lo llevó a no hacer públicos los resultados de sus investigaciones.
Los problemas económicos, que nunca se separaron de él, llevaron a Abel a interrumpir su viaje para regresar a Noruega. En Cristianía trabajó como profesor durante algún tiempo.
A principios de abril de 1829 Crelle le ayudó a obtener un trabajo en Berlín, pero la oferta llegó a Noruega dos días después de su muerte, a causa de una tuberculosis.
La prematura muerte, a los 26 años, de este genio de las matemáticas terminó con una brillante y prometedora carrera.
Sus investigaciones aclararon algunos de los aspectos más oscuros del análisis y abrieron nuevos campos de estudio, posibilitando numerosas ramificaciones en el conocimiento matemático y alcanzando un notable progreso.
La parte más profunda y original del trabajo de Abel se publicó en el Diario de Crelle del que era editor Bernt Holmboe.
Una edición más completa de sus trabajos se publicó en 1881 por parte de Ludwing Sylow y Sophus Lie.
El adjetivo abeliano, que se ha popularizado en los escritos matemáticos deriva de su nombre y suele indicarse en minúsculas (ver grupo abeliano, categoría abeliana o variedad abeliana).

## Contribuciones a las matemáticas
Abel demostró que no existe una solución algebraica general para las raíces de una ecuación quíntica, o cualquier ecuación polinómica general de grado superior a cuatro, en términos de operaciones algebraicas explícitas. Para ello, inventó (independientemente de Évariste Galois) una rama de las matemáticas conocida como teoría de grupos, que tiene un valor incalculable no sólo en muchas áreas de las matemáticas, sino también para gran parte de la física. Abel envió un artículo sobre la insolubilidad de la ecuación quíntica a Carl Friedrich Gauss, quien procedió a descartar sin más lo que consideraba el trabajo inútil de un chiflado.
A los 16 años, demostró rigurosamente el teorema del binomio válido para todos los números, ampliando el resultado de Euler, que sólo era válido para los racionales. Abel escribió una obra fundamental sobre la teoría de las integrales elípticas, que contiene los fundamentos de la teoría de las funciones elípticas. Durante un viaje a París publicó un trabajo en el que revelaba la doble periodicidad de las funciones elípticas, que Adrien-Marie Legendre describió más tarde a Augustin-Louis Cauchy como "un monumento más duradero que el bronce" (tomando prestada una famosa frase del poeta romano Horacio). Sin embargo, Cauchy extravió el documento.
Durante su estancia en el extranjero, había enviado la mayor parte de su trabajo a Berlín para publicarlo en la Revista de Crelle, pero había guardado lo que consideraba su trabajo más importante para la Academia Francesa de Ciencias, un teorema sobre la adición de diferenciales algebraicas. El teorema quedó aparcado y olvidado hasta su muerte. Durante su estancia en Freiberg, investigó la teoría de las funciones, en particular las elípticas, hiperelípticas y una nueva clase conocida como funciones abelianas.
En 1823 Abel escribió un trabajo titulado "una representación general de la posibilidad de integrar todas las fórmulas diferenciales" (noruego: en alminnelig Fremstilling af Muligheten at integrere alle mulige Differential-Formler). Solicitó fondos a la universidad para publicarlo. Sin embargo, el trabajo se perdió mientras se revisaba y nunca se volvió a encontrar.
Abel dijo célebremente del estilo de escritura de Carl Friedrich Gauss: "Es como el zorro, que borra sus huellas en la arena con la cola". Gauss le replicó: "Ningún arquitecto que se precie deja los andamios en su sitio después de terminar su edificio".

## Reconocimientos
- En el año 1964, se decidió en su honor llamarle «Abel» a un cráter de impacto lunar.[8]
- El asteroide (8525) Nielsabel también conmemora su nombre.[9]
- En el año 2002 se instituyó en su honor el prestigioso premio Abel, comparable al premio Nobel, que se otorga cada año a los matemáticos más destacados.

## Algunas publicaciones
(Arts. PDF en obras de Niels Henrik Abel)
- Almindelig Methode til at finde Funktioner af een variabel Störrelse, naar en Egenskab af disse Functioner er udtrykt ved en Ligning imellem to Variable, Magazin for Naturvidenskaberne bind I, 1823, pp. 216–229
- Oplösning af et Par Opgaver ved Hjelp af bestemte Integraler (del 1), Magazin for Naturvidenskaberne bind II, 1823, pp. 55–68
- Oplösning af nogle Opgaver ved Hjelp af bestemte Integraler (del 2), Magazin for Naturvidenskaberne bind II, 1823, pp. 205–215
- Om Maanens Indflydelse paa Pendelens Bevægelse, Magazin for Naturvidenskaberne bind I, 1824, pp. 219–226, Berigtigelse, bind II, 1824, pp. 143–144
- Mémoire sur les équations algébriques où on démontre l'impossibilité de la résolution de l’équation générale du cinquième dégré, Groendahl, Christiania 1824
- Det endelige Integral ∑nφx udtrykt ved et enkelt bestemt Integral, Magazin for Naturvidenskaberne bind II, 1825, pp. 182–189
- Et lidet Bidrag til Læren om adskillige transcendente Functioner, Det Kongelige Norske Videnskabers Selskabs Skrifter 2, 1826, pp. 177–207
- in Journal für die reine und angewandte Mathematik (Crelles Journal) 1, 1826:
  - Untersuchung der Functionen zweier unabhängig veränderlichen Größen x und y, wie f(x, y), welche die Eigenschaft haben, daß f(z,f(x,y)) eine symmetrische Function von z, x und y ist, pp. 11–15
  - Beweis der Unmöglichkeit algebraische Gleichungen von höheren Graden als dem vierten allgemein aufzulösen, pp. 65–84
  - Bemerkungen über die Abhandlung Nr. 4, Seite 37. im ersten Heft dieses Journals, pp. 117–118
  - Auflösung einer mechanischen Aufgabe, pp. 153–157
  - Beweis eines Ausdruckes, von welchem die Binomial-Formel ein einzelner Fall ist, pp. 159–160
  - Ueber die Integration der Differential-Formel ρ dx/√R, wenn R und ρ ganze Functionen sind, pp. 185–221
  - Untersuchungen über die Reihe: 1 + (m/1)x + m·(m−1)/(1·2)·x² + m·(m−1)·(m−2)/(1·2·3)·x³ + …… u.s.w., pp. 311–339
- in Journal für die reine und angewandte Mathematik (Crelles Journal) 2, 1827:
  - Ueber einige bestimmte Integrale, pp. 22–30
  - Recherches sur les fonctions elliptiques, pp. 101–181
  - Théorèmes et problèmes, pp. 286
  - Ueber die Functionen welche der Gleichung φx + φy = ψ(x fy + y fx) genugthun, pp. 386–394
- in J. für die reine und angewandte Mathematik (Crelles Journal) 3, 1828:
  - Note sur le mémoire de Mr. L. Olivier No. 4. du second tome de ce journal, ayant pour titre „remarques sur les séries infinies et leur convergence“, pp. 79–81
  - Recherches sur les fonctions elliptiques. (Suite du mémoire Nº 12. tomo II. cah. 2. de ce journal), pp. 160–190
  - Aufgabe aus der Zahlentheorie, pp. 212
  - Remarques sur quelques propriétés générales d’une certaine sorte de fonctions transcendantes, pp. 313–323
  - Sur le nombre des transformations différentes, qu’on peut faire subir à une fonction elliptique par la substitution d’une fonction donné de premier degré, pp. 394–401
  - Théorème général sur la transformation des fonctions elliptiques de la seconde et de la troisième espèce, pp. 402
- in Journal für die reine und angewandte Mathematik (Crelles Journal) 4, 1829:
  - Note sur quelques formules elliptiques, pp. 85–93
  - Mémoire sur une classe particulière d'équations résolubles algébriquement, pp. 131–156
  - Théorèmes sur les fonctions elliptiques, pp. 194–199
  - Démonstration d’une propriété générale d’une certaine classe de fonctions transcendentes, pp. 200–201
  - Précis d’une théorie des fonctions elliptiques, pp. 236–277
  - Précis d’une théorie des fonctions elliptiques. (Suite), pp. 309–348

### Ediciones
- Mathematische Bruchstücke aus Herrn N. H. Abels Briefen, Journal für die reine und angewandte Mathematik (Crelles Journal) 5, 1830, pp. 336–343
- Fernere mathematische Bruchstücke aus Herrn N. H. Abel’s Briefen, Journal für die reine und angewandte Mathematik (Crelles Journal) 6, 1830, pp. 73–80.
- Recherches sur les fonctions elliptiques. Second mémoire, Acta Mathematica 26, 1902, pp. 3–41 (französisch; bei abelprisen.no: , PDF-Datei, 1,3 MB, Vorwort der Herausgeber , PDF 83 kB)
- Ein Brief von Niels Henrik Abel an Edmund Jacob Külp, J. für die reine und angewandte Mathematik (Crelles Journal) 125, 1903, pp. 237–240

### Ediciones posteriores y notas
- Bernt Michael Holmboe (ed.) OEuvres complètes de N. H. Abel, mathématicien, avec des notes et développements, rédigées par ordre du roi zwei Bände, Chr. Gröndahl, Christiania 1839 (primer volumen , zweiter Band )
- Ludwig Sylow, Sophus Lie (eds.) Œuvres complètes de Niels Henrik Abel. Nueva edición publicada con gasto del Estado noruego zwei Bände, Grøndahl & Søn, Christiania 1881
- Hermann Maser (eds.) Abhandlungen über die algebraische Auflösung der Gleichungen von N. H. Abel und E. Galois, Julius Springer, Berlín 1889
- Albert Wangerin (ed.) Untersuchungen über die Reihe: 1 + (m/1)x + m·(m−1)/(1·2)·x² + m·(m−1)·(m−2)/(1·2·3)·x³ + … (Crelles Journal 1, 1826, pp. 311–339), Wilhelm Engelmann, Leipzig 1895
- Alfred Loewy (ed.) Abhandlung über eine besondere Klasse algebraisch auflösbarer Gleichungen (Crelles Journal 4, 1829, pp. 131–156), Wilhelm Engelmann, Leipzig 1900

## Legado

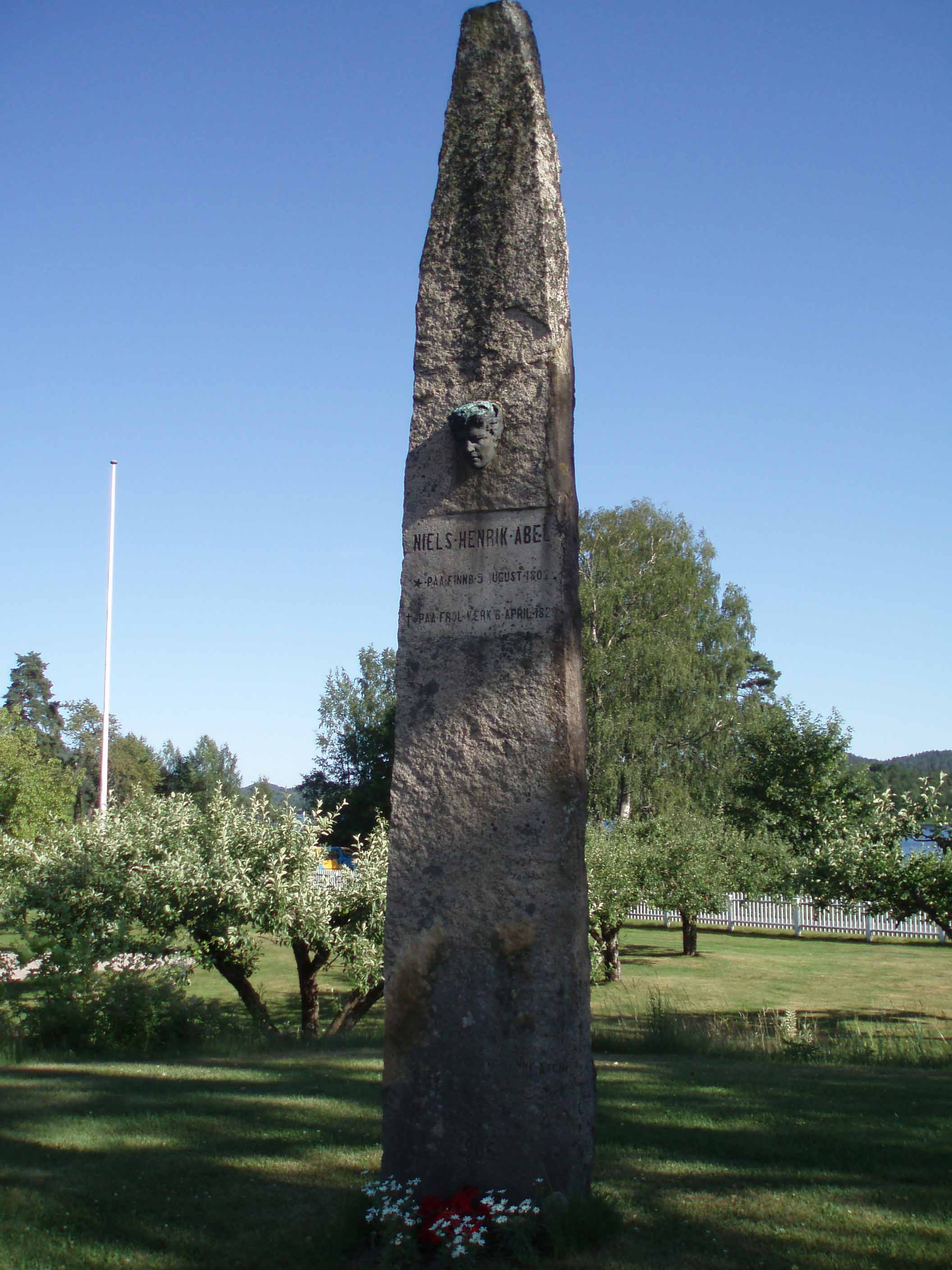
Monumento de Nils Henrik Abel en Frolands værk, Noruega.

Bajo la dirección de Niels Henrik Abel, comenzaron a despejarse las oscuridades imperantes en el análisis, se abrieron nuevos campos y el estudio de las funciones avanzó tanto que proporcionó a los matemáticos numerosas ramificaciones a lo largo de las cuales se podía progresar. Sus obras, la mayor parte de las cuales aparecieron originalmente en la Revista de Crelle, fueron editadas por Bernt Holmboe y publicadas en 1839 por el gobierno noruego, y en 1881 se publicó una edición más completa a cargo de Luis Sylow y Sophus Lie. El adjetivo "abeliano", derivado de su nombre, se ha vuelto tan común en la escritura matemática que se escribe convencionalmente con la "a" inicial minúscula (por ejemplo, grupo abeliano, categoría abeliana y variedad abeliana).
El 6 de abril de 1929 se emitieron cuatro sellos noruegos con motivo del centenario de la muerte de Abel. Su retrato aparece en el billete de 500 coronas (versión V) emitido entre 1978 y 1985. El 5 de junio de 2002 se emitieron cuatro sellos noruegos en honor de Abel, dos meses antes del bicentenario de su nacimiento. Noruega también emitió una moneda de 20 coronas en su honor. En Oslo hay una estatua de Abel y el cráter Abel de la Luna lleva su nombre. En 2002 se creó el Premio Abel en su memoria, parecido al Nobel en otras ramas de las ciencias.
El matemático Félix Klein escribió sobre Abel:

Pero no quisiera separarme de este tipo ideal de investigador, como pocas veces ha aparecido en la historia de las matemáticas, sin evocar una figura de otro ámbito que, a pesar de su campo totalmente distinto, sigue pareciéndome afín. Así, aunque Abel compartía con muchos matemáticos una falta total de talento musical, no pareceré absurdo si comparo su tipo de productividad y su personalidad con la de Mozart. Se podría erigir un monumento a este matemático de inspiración divina como el que se erigió a Mozart en Viena: sencillo y sin pretensiones, permanece de pie escuchando, mientras graciosos ángeles flotan a su alrededor, trayéndole juguetonamente inspiración de otro mundo. En cambio, debo mencionar el tipo muy diferente de monumento conmemorativo que se erigió a Abel en Christiania y que debe decepcionar enormemente a cualquiera que conozca su naturaleza. Sobre un elevado y escarpado bloque de granito, un joven atleta de tipo byroniano camina sobre dos víctimas sacrificiales de color grisáceo, con la mirada dirigida hacia el cielo. Si fuera necesario, se podría considerar al héroe como un símbolo del espíritu humano, pero en vano se reflexiona sobre el significado más profundo de los dos monstruos. ¿Son las ecuaciones quínticas conquistadas o las funciones elípticas? ¿O las penas y preocupaciones de su vida cotidiana? El pedestal del monumento lleva, en letras inmensas, la inscripción ABEL.